# The Queen Is Dead
The Queen Is Dead é o terceiro álbum de estúdio da banda britânica de rock The Smiths. Lançado em 16 de junho de 1986 no Reino Unido pela gravadora Rough Trade, e em 23 de junho nos Estados Unidos pela gravadora Sire. Passou 22 semanas na parada de álbuns do Reino Unido, chegando ao segundo lugar. Também alcançou o 70º lugar na Billboard 200, sendo posteriormente certificado como ouro pela Associação Americana da Indústria de Gravação (RIAA) no final de 1990.
Em 2020, a revista Rolling Stone classificou o álbum em 113º lugar dos "500 Maiores Álbuns de Todos os Tempos". Em 2013, a revista NME nomeou-o como o melhor álbum de todos os tempos.
O título do álbum vem do romance de Hubert Selby Jr., Last Exit to Brooklyn. A capa apresenta o ator francês Alain Delon no filme L'Insoumis. O álbum foi produzido pelo vocalista Morrissey e pelo guitarrista Johnny Marr, trabalhando predominantemente com o engenheiro de som Stephen Street, que havia contribuído no álbum anterior da banda, Meat Is Murder.

## Composição
O guitarrista Johnny Marr escreveu as melodias para várias canções que apareceriam no álbum enquanto a banda excursionava pela Grã-Bretanha no início de 1985, trabalhando nos arranjos com o baixista Andy Rourke e o baterista Mike Joyce durante as passagens de som. Marr foi influenciado por bandas como os Stooges, Velvet Underground e a cena do rock de garagem enquanto criava o álbum.
A faixa-título foi baseada em uma canção que ele começou a escrever quando adolescente.:78 "The Boy with the Thorn in His Side" foi, de acordo com Marr, "uma canção sem esforço", e foi escrita em turnê na primavera de 1985. A letra da música se refere alegoricamente à experiência da banda na indústria da música que falhou em apreciá-la.  Em 2003, Morrissey a considerou sua música favorita da banda.
Uma demo da música de "Some Girls Are Bigger Than Others" foi enviada por Marr através do correio para Morrissey no verão de 1985. Morrissey então completou a música adicionando uma letra. Marr afirmou mais tarde que "preferiu a música à letra".:405
"Frankly, Mr. Shankly", "I Know It's Over" e "There Is a Light That Never Goes Out" foram escritas por Morrissey e Marr em uma "maratona de composição" no final do verão de 1985 na casa de Marr em Bowdon, na Grande Manchester.:136 "Frankly, Mr. Shankly" foi supostamente endereçada a Geoff Travis, chefe da gravadora Rough Trade, mas Morrissey nega. Desde então, Travis a descreveu como "uma letra engraçada", reconhecendo que o verso que cita a "poesia horrível" (awful poetry) era uma referência a um poema que ele havia escrito para Morrissey.:86
"There Is a Light That Never Goes Out" apresenta letras extraídas de "Lonely Planet Boy" do New York Dolls. De acordo com Marr: "Quando tocamos pela primeira vez, eu pensei que era a melhor música que eu já tinha ouvido".:442 A parte de guitarra da canção foi inspirada na versão dos Rolling Stones de "Hitch Hike", de Marvin Gaye, cuja original do próprio Gaye serviu de inspiração para "There She Goes Again" do Velvet Underground.
"Never Had No One Ever", concluída em agosto de 1985, foi baseada em uma demo que Marr gravou em dezembro de 1984, baseada em "I Need Somebody" dos Stooges.:281 De acordo com Marr: "A atmosfera dessa faixa praticamente resume todo o álbum e como foi gravá-lo.":282 A letra da música reflete a insegurança de Morrissey e, sendo de uma família imigrante, o sentimento de "não se sentir em casa".
"The Boy with the Thorn in His Side", "Bigmouth Strikes Again" e "Frankly, Mr. Shankly" foram estreadas ao vivo durante uma turnê pela Escócia em setembro e outubro de 1985,:120–2 enquanto "The Queen Is Dead" e "There Is a Light That Never Goes Out" passaram por um ensaio.:78
"Vicar in a Tutu" foi considerada "descartável" por Marr. "Cemetry Gates" foi uma adição tardia ao álbum. Marr não acreditava que a parte da guitarra fosse interessante o suficiente para ser desenvolvida em uma música, mas Morrissey discordou quando ouviu Marr tocá-la.:70 A segunda estrofe é em grande parte tirada do filme The Man Who Came To Dinner. As palavras que o narrador da canção ouviu "serem ditas cem vezes (talvez menos, talvez mais)" são baseadas em versos de Ricardo III de Shakespeare. A música evoca as memórias de Morrissey de visitar o Southern Cemetery com o fotógrafo Linder Sterling.

## Gravação
O álbum foi produzido por Morrissey e Johnny Marr, trabalhando predominantemente com o engenheiro de som Stephen Street, que havia contribuído com a produção do álbum Meat Is Murder. Street lembrou: "Morrissey, Johnny e eu tínhamos uma relação de trabalho muito boa – todos tínhamos aproximadamente a mesma idade e o mesmo tipo de coisa, então todos se sentiram bastante relaxados no estúdio". Na época, o grupo estava tendo dificuldades com sua gravadora. No entanto, de acordo com Street, "isso não atrapalhou a gravação porque a atmosfera no estúdio era muito, muito construtiva".

A primeira música do álbum a ser gravada, em julho de 1985, foi "The Boy with the Thorn in His Side". A gravação, feita com o engenheiro Stephen Street em um pequeno estúdio em Manchester e inicialmente planejada como uma demo, foi considerada pela banda como boa o suficiente para ser lançada como single. Ela foi lançada em 16 de setembro de 1985 e alcançou o 23º lugar na parada de singles do Reino Unido.:120–1

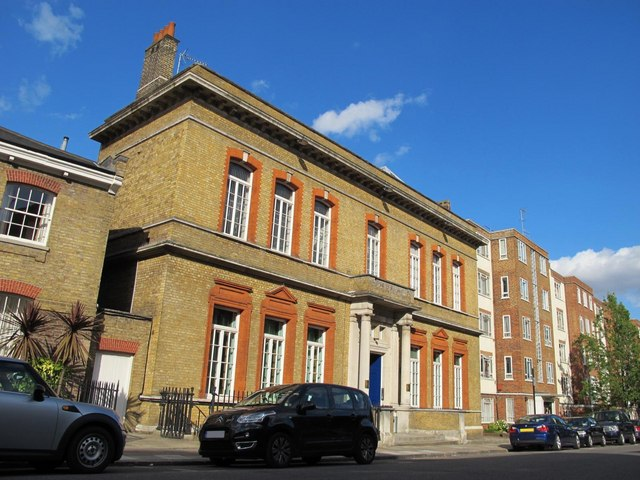
RAK em 2011.

Em agosto de 1985, "Bigmouth Strikes Again" e "Some Girls Are Bigger Than Others" foram gravadas no estúdio RAK em Londres, junto com os lados B de "The Boy with the Thorn in His Side": "Asleep" e "Rubber Ring".:121 Kirsty MacColl fez vocais de apoio para "Bigmouth Strikes Again", mas estes foram considerado "muito estranho" por Marr, e foram substituídos por um vocal acelerado por Morrissey na mixagem final, pelo qual ele é creditado como "Ann Coates" no encarte.:32–3 "Some Girls Are Bigger Than Others" inclui um falso fade-out no início, pensado por Street para dar a impressão de uma porta fechando e abrindo novamente.:405 Durante a mesma sessão, uma primeira versão de "Never Had No One Ever" foi gravada.:337
A maior parte do álbum foi gravada no inverno de 1985 no estúdio Jacob em Farnham, sob o título provisório de "Margaret on the Guillotine" (Margaret na guilhotina).:124
"Frankly, Mr. Shankly" foi uma tentativa de recriar o sentimento de "Puppet on a String" de Sandie Shaw, embora "não tenha funcionado dessa maneira", de acordo com Marr. Linda McCartney foi convidada a tocar piano na faixa, mas recusou, e um primeiro take com um trompetista foi descartado. A versão originalmente planejada para ser incluída no álbum foi arruinada por uma falha técnica na fita, e então a música foi regravada com John Porter no estúdio Wessex em Londres.:136
"The Queen Is Dead" foi uma das últimas músicas a serem gravadas. Seu distintivo tom-tom em loop foi criado por Mike Joyce e Stephen Street usando um sampler. Uma linha de feedback de guitarra foi tocada por Marr através de um pedal wah-wah ao longo da música.

## Lançamento
The Queen Is Dead foi lançado em junho de 1986, e foi antecipado pelo lançamento de "Bigmouth Strikes Again" como single em maio – o único retirado do álbum. Muitos encorajaram a banda a lançar "There Is a Light That Never Goes Out" como single, mas Marr disse que queria algo explosivo e abrasador, como "Jumpin' Jack Flash" dos Rolling Stones, para anunciar que os Smiths haviam retornado do hiato. Ela não se saiu tão bem quanto o esperado, parando no 26º lugar nas paradas britânicas. No entanto, o álbum se tornou um sucesso internacional após o lançamento, permanecendo nas paradas de álbuns europeus por vinte e uma semanas, chegando ao 19º lugar com base nas vendas dos dezoito principais países. Também alcançou a 70º posição na Billboard 200, sendo posteriormente certificado como ouro pela Associação Americana da Indústria de Gravação (RIAA) no final de 1990.

## Recepção
| Críticas profissionais            | Críticas profissionais |
| Avaliações da crítica             | Avaliações da crítica  |
| Fonte                             | Avaliação              |
| --------------------------------- | ---------------------- |
| AllMusic                          | [ 20 ]                 |
| Blender                           | [ 21 ]                 |
| Chicago Tribune                   | [ 22 ]                 |
| The Encyclopedia of Popular Music | [ 23 ]                 |
| Mojo                              | [ 24 ]                 |
| Pitchfork                         | 10/10                  |
| Q                                 | [ 26 ]                 |
| Rolling Stone                     | [ 27 ]                 |
| The Rolling Stone Album Guide     | [ 28 ]                 |
| Uncut                             | [ 29 ]                 |
| The Village Voice                 | B+                     |

Das críticas contemporâneas, Mark Coleman, da Rolling Stone, comentou sobre o senso de humor de Morrissey e destacou a performance do cantor em "Cemetry Gates" como um destaque, concluindo que "goste ou não, esse cara vai ficar por aqui por um tempo". Robert Christgau, do Village Voice, escreveu que, apesar de não gostar dos álbuns anteriores dos Smiths, ele teve uma "atração instantânea" por este, onde descobriu que "Morrissey usa sua inteligência na manga", o que "torna mais fácil acompanhar suas escapadas mais temperamentais".
A Pitchfork listou The Queen Is Dead como o sexto melhor álbum da década de 1980. Em 2000, foi eleito em 10º lugar no livro All Time Top 1000 Albums de Colin Larkin. Em 2003, foi classificado em 216º lugar na lista da Rolling Stone dos "500 Maiores Álbuns de Todos os Tempos", e 218º em uma revisão de 2012. Em 2006, foi nomeado o segundo maior álbum britânico de todos os tempos pela revista NME. Em 2006, a revista Q colocou-o em terceiro lugar em sua lista dos "40 Melhores Álbuns dos Anos 80".
Em 2012, a Slant Magazine listou o álbum em 16º lugar em sua lista de "Melhores Álbuns da Década de 1980" e disse: "Pode nunca mais haver um álbum de indie rock tão bom quanto The Queen Is Dead". Na Rolling Stone, Gavin Edwards viu retrospectivamente o álbum como "um dos álbuns de rock mais engraçados de todos os tempos", observando que Morrissey "aprendeu a expressar sua auto aversão através de zombaria", enquanto Johnny Marr "combinou seu excesso verbal com música espirituosa e flexível".

## Relançamento
Em junho de 2017, um ano após o 30º aniversário do álbum, a banda relançou uma versão maior e previamente editada de "The Queen Is Dead" em vinil, com outras três músicas: "Oscillate Wildly", "Money Changes Everything" e "The Draize Train” servindo como lados B. Também foi lançado um single contendo "The Queen is Dead" e "I Keep Mine Hidden". Mais tarde, em 2017, o álbum foi remasterizado e relançado pela gravadora Warner, incluindo novas gravações de "There's a Light That Never Goes Out" e "Rubber Ring", bem como um show inédito gravado em 1986.

## Faixas
Lado A
Todas as letras escritas por Morrissey, todas as músicas compostas por Johnny Marr.
| N.º | Título                  | Duração |  |
| 1.  | "The Queen Is Dead"     | 6:24    |  |
| 2.  | "Frankly, Mr. Shankly"  | 2:17    |  |
| 3.  | "I Know It's Over"      | 5:48    |  |
| 4.  | "Never Had No One Ever" | 3:37    |  |
| 5.  | "Cemetry Gates"         | 2:39    |  |

Lado B
| N.º | Título                                 | Duração |  |
| 1.  | "Bigmouth Strikes Again"               | 3:12    |  |
| 2.  | "The Boy with the Thorn in His Side"   | 3:16    |  |
| 3.  | "Vicar in Tutu"                        | 2:22    |  |
| 4.  | "There Is a Light That Never Goes Out" | 4:03    |  |
| 5.  | "Some Girls Are Bigger Than Others"    | 3:16    |  |

## Ficha técnica
The Smiths
- Morrissey – vocais principais, vocais de apoio (em "Bigmouth Strikes Again", creditado como "Ann Coates")
- Johnny Marr – guitarra, orquestração (creditado como "The Hated Salford Ensemble"), gaita, marimba (em "The Boy with the Thorn in His Side")
- Andy Rourke – baixo
- Mike Joyce – bateria

Produção
- Morrissey – produção
- Johnny Marr– produção
- Stephen Street – engenharia de áudio (exceto em "Frankly, Mr. Shankly")
- John Porter – engenharia de áudio ("Frankly, Mr. Shankly")

## Paradas
| Paradas (1986)                    | Melhor posição |
| --------------------------------- | -------------- |
| European Top 100 Albums           | 19             |
| Austrália (Kent Music Report)     | 30             |
| Canadá (RPM)                      | 28             |
| Países Baixos (MegaCharts)        | 11             |
| Alemanha (GfK)                    | 45             |
| Nova Zelândia (Recorded Music NZ) | 17             |
| Suécia (STL)                      | 39             |
| Reino Unido (OCC)                 | 2              |
| Estados Unidos (Billboard 200)    | 70             |

## Certificações
| Região                     | Certificação | Vendas  |
| -------------------------- | ------------ | ------- |
| Brasil (Pro-Música Brasil) | Ouro         | 100,000 |
| Reino Unido (BPI)          | Platina      | 300,000 |
| Estados Unidos (RIAA)      | Ouro         | 500,000 |